# Sekundärkälla
Sekundärkälla (alternativt särskrivet sekundär källa) är en term för källmaterial som åberopar, kommenterar eller bygger vidare på primärkällor. En sekundärkälla är inte ett slags bevis, utan en redogörelse av ett bevis.
Sekundärkällor kan exempelvis vara monografier, reportage eller olika sorters artiklar. Dock är skillnaden mellan primärkällor och sekundärkällor inte glasklar och separationen av primärkällor och sekundärkällor kan ifrågasättas.